# Mr. Wong in Chinatown
Série Mr. Wong
Le Mystère de Mr Wong
(1939) The Fatal Hour
(1940)
Pour plus de détails, voir Fiche technique et Distribution.
Mr. Wong in Chinatown est un film américain réalisé par William Nigh, sorti en 1939, avec Boris Karloff dans le rôle-titre, c'est le deuxième film de la série des Mr. Wong qui en compte six.
Ce détective sino-américain fictif est une création de  Hugh Wiley (1884-1968), c'est le personnage principal d'une vingtaine de nouvelles publiées d'abord dans le magazine Collier's en 1934 et 1935.

## Synopsis
Une belle femme d'origine chinoise rend visite à M. Wong tard dans la nuit mais se fait assassiner avant de pouvoir lui dire pourquoi elle avait besoin de son aide. M. Wong découvre qu'elle était la princesse Lin Hwa, la sœur d'un puissant seigneur de la guerre chinois, et que son assassin a utilisé une fléchette empoisonnée tirée d'un pistolet à manche chinois. Comme pour certaines de ses enquêtes précédentes, Wong reçoit des informations importantes du chef d'une puissante société secrète chinoise. Le chef de cette société lui révèle que la princesse était venue aux États-Unis avec près d'un million de dollars pour organiser l'achat en secret d'avions qui devaient être introduits en contrebande en Chine pour soutenir son frère.
Alors que Wong poursuit l'enquête, il apprend que tout l'argent que la princesse a déposé dans une banque locale a été retiré et que la signature sur la plupart des chèques est un faux. Wong devient ensuite la cible d'un tueur à gage. Il est aidé dans son enquête par une journaliste blonde, belle et énergique. Le détective se demande si la princesse a été tuée par des ennemis de son frère pour empêcher l'envoi des avions en Chine ou si le mobile du crime est de masquer une arnaque sur l'achat des avions militaires. Après avoir enquêté auprès du capitaine du navire sur lequel la princesse a voyagé ainsi que du propriétaire de la compagnie d'aviation, qui possédait les avions qu'elle allait acheter et du président de la banque où la princesse a déposé son argent, il finit par découvrir l'identité du tueur.

## Fiche technique
- Titre original : Mr. Wong in Chinatown
- Réalisation : William Nigh
- Scénario : Scott Darling
- Photographie : Harry Neumann
- Montage : Russell F. Schoengarth
- Musique : Edward J. Kay
- Pays de production : États-Unis
- Format : Noir et blanc - 1,37:1 - Mono
- Genre : policier
- Date de sortie : 1939

## Distribution
- Boris Karloff : James Lee Wong
- Marjorie Reynolds : Bobby Logan
- Grant Withers : Inspecteur Bill Street
- Huntley Gordon : Mr Davidson
- George Lynn : Capitaine Guy Jackson
- William Royle : Capitaine Jaime
- James Flavin : Sergent Jerry
- Lotus Long : Princesse Lin Hwa
- Richard Loo : Chef Tong
- Angelo Rossitto : Nain muet (non crédité)